# Стёпанцевское сельское поселение
Стёпанцевское сельское поселение — муниципальное образование в Вязниковском районе Владимирской области России.
Административный центр — посёлок Стёпанцево.

## Географическое положение
Территория муниципального образования расположена в юго-западной части Вязниковского района Владимирской области. Площадь — 23470 га.

## История
Степанцевский сельсовет образован в 1920-х годах в составе Воскресенской волости Вязниковского уезда. С 1929 года сельсовет в составе Вязниковского района, в 1935-1963 годах — в составе Никологорского района.
Стёпанцевское сельское поселение образовано 16 мая 2005 года в соответствии с Законом Владимирской области № 62-ОЗ. В его состав вошли территории бывших сельских округов: Буторлинского, Степанцевского, Эдонского и посёлка Стёпанцево.

## Население
| 2010  | 2011  | 2012  | 2013  | 2014  | 2015  | 2016  | 2017  | 2018  |
| ----- | ----- | ----- | ----- | ----- | ----- | ----- | ----- | ----- |
| 3826  | ↘3803 | ↘3717 | ↘3663 | ↘3608 | ↘3558 | ↘3507 | ↘3462 | ↘3385 |
| 2019  | 2020  | 2021  |       |       |       |       |       |       |
| ↘3297 | ↘3219 | ↗3494 |       |       |       |       |       |       |

## Состав сельского поселения
| №  | Населённый пункт | Тип населённого пункта          | Население |
| -- | ---------------- | ------------------------------- | --------- |
| 1  | Бурцево          | деревня                         | ↗17       |
| 2  | Буторлино        | деревня                         | ↘430      |
| 3  | Грачёвка         | деревня                         | →0        |
| 4  | Дружная          | деревня                         | ↘20       |
| 5  | Дьяконово        | деревня                         | ↘7        |
| 6  | Ёжово            | деревня                         | →0        |
| 7  | Зелёные Пруды    | деревня                         | ↘4        |
| 8  | Китово           | деревня                         | ↘8        |
| 9  | Коровинцево      | деревня                         | ↘35       |
| 10 | Невежино         | деревня                         | ↗9        |
| 11 | Рябиха           | деревня                         | ↘3        |
| 12 | Сенино           | деревня                         | ↘0        |
| 13 | Серково          | деревня                         | ↘14       |
| 14 | Сосновка         | деревня                         | →3        |
| 15 | Стёпанцево       | посёлок, административный центр | ↗2267     |
| 16 | Табачиха         | деревня                         | ↘8        |
| 17 | Тихово           | деревня                         | →0        |
| 18 | Торчиха          | деревня                         | →3        |
| 19 | Усады            | деревня                         | ↘153      |
| 20 | Филипповка       | деревня                         | →0        |
| 21 | Фомина Рамень    | деревня                         | ↘6        |
| 22 | Худяково         | деревня                         | ↘0        |
| 23 | Чернево          | деревня                         | ↘10       |
| 24 | Эдон             | деревня                         | ↘493      |
| 25 | Ямки             | деревня                         | ↘3        |
| 26 | Ясные Зори       | деревня                         | ↘1        |